# Microsoft Outlook
Microsoft Outlook là một phần mềm quản lý thông tin cá nhân của Microsoft và là một phần của bộ ứng dụng Microsoft Office. Phần mềm này hiện hỗ trợ cho Window, Mac và các hệ điều hành dành cho điện thoại như Android, IOS và Windows Phone cùng với nền tảng trên trình duyệt.
Mặc dù thường được sử dụng chủ yếu như là một ứng dụng e-mail, nó cũng bao gồm một lịch, công việc quản lý, quản lý liên lạc, ghi chú, một tạp chí và duyệt web.
Nó có thể được sử dụng như một ứng dụng độc lập, hoặc có thể làm việc với Microsoft Exchange Server và Microsoft SharePoint Server cho nhiều người dùng trong một tổ chức, chẳng hạn như chia sẻ các hộp thư và lịch biểu, trao đổi thư mục công cộng, danh sách SharePoint và lịch trình cuộc họp. Có bên thứ ba ứng dụng bổ sung tích hợp Outlook với các thiết bị như điện thoại di động BlackBerry và với các phần mềm khác như Office & truyền thông Internet Skype. Các nhà phát triển cũng có thể tạo ra phần mềm riêng của họ mà làm việc với Outlook và Office thành phần bằng cách sử dụng Microsoft Visual Studio. Ngoài ra, Windows Mobile thiết bị có thể đồng bộ hóa hầu như tất cả các dữ liệu Outlook sang Outlook Mobile.

## Các phiên bản
| Tên                     | Phiên bản | Ngày phát hành       | Ghi chú |
| Outlook for MS-DOS      | -         | -                    | Kèm với Exchange Server 5.5 |
| Outlook for Windows 3.1 | -         | -                    | Kèm với Exchange Server 5.5 |
| Outlook for Macintosh   | -         | -                    | Kèm với Exchange Server 5.5 |
| Outlook 97              | 8.0       | 16 tháng 1 năm 1997  | Bao gồm trong bộ Office 97, và cũng kèm với Exchange Server 5.5 |
| Outlook 98              | 8.5       | 21 tháng 6 năm 1998  | Phân phối miễn phí sách và tạp chí để đối phó với các tiêu chuẩn Internet mới nhất như HTML Mail Outlook 98 thiết lập dựa trên Active Setup cũng cài đặt Intetnet Explorer 4. |
| Oulook 2000             | 9.0       | 7 tháng 6 năm 1999   | Bao gồm trong bộ Office 2000, và cũng kèm với Exchange 2000 Server. |
| Outlook 2002            | 10        | 31 tháng 5 năm 2001  | Bao gồm trong bộ Office XP |
| Outlook 2003            | 11        | 21 tháng 10 năm 2003 | Bao gồm trong bộ Office 2003 (bản Standard cho học sinh và giáo viên) |
| Outlook 2007            | 12        | 30 tháng 11 năm 2006 | Bao gồm trong Office 2007, ngoại trừ phiên bản Home and Student. |
| Outlook 2008 for Mac    | 12        | 15 tháng 1 năm 2008  | Bao gồm trong Office for Mac 2008 Home and Business. |
| Outlook 2010            | 14        | 15 tháng 4 năm 2010  | Bao gồm trong phiên bản Home and Business, Professional, Standard và Professional Plus.                                                                                       |
| Outlook 2011 for Mac    | 14        | 26 tháng 10 năm 2010 | Bao gồm trong Office for Mac 2011 Home and Business |
| Outlook 2013            | 15        | 29 tháng giêng, 2013 | Bao gồm trong Office 2013, ngoại trừ ấn bản Home & Student.... |
| Outlook 2016            | 16        | 22 tháng 9 năm 2016  | Bao gồm trong Office 2016 Home & Student,Home & Business, Professional,Professional Plus,Standard,...                                                                         |